# Étymologie latine en français
Pour des articles plus généraux, voir latin et étymologie.
 (septembre 2011).
Si vous disposez d'ouvrages ou d'articles de référence ou si vous connaissez des sites web de qualité traitant du thème abordé ici, merci de compléter l'article en donnant les références utiles à sa vérifiabilité et en les liant à la section « Notes et références ».
L’étymologie est une discipline diachronique de la linguistique, qui étudie l’origine des mots. Elle s’appuie sur des lois de la phonétique historique et sur l’évolution sémantique des termes envisagés.
Ici sont exposées les règles propres à l'évolution du latin vers le français. 

## Généralités
Tout d'abord, il faut distinguer les mots issus du fonds primitif qui ont subi une évolution ininterrompue depuis le latin et présentent des racines populaires, et les emprunts qui ont été rajoutés directement du latin et présentent des racines savantes plus proches du latin. Tous les mots n'ont donc pas subi les mêmes transformations et parfois un même mot latin a pu donner deux mots en français : un populaire et l'autre savant (écouter et ausculter ; entier et intègre ; raide et rigide ; parole et parabole ; sembler et simuler). Les différentes évolutions décrites ci-dessous s'appliquent aux mots du fonds primitif. Il faut cependant noter que les emprunts au latin ont la plupart du temps été « francisés » i.e. qu'on leur a appliqué certaines mutations des mots du fonds primitif (comme l'amuïssement de la désinence).
Ensuite il faut savoir que le latin possède six cas grammaticaux qui correspondent chacun à une fonction dans la phrase (sujet, apostrophe ou complément) et qui se reconnait par une désinence (terminaison) spécifique. Parfois, le radical du nominatif (cas sujet) est différent de celui des autres cas. En ancien français le nombre de cas s'est réduit à deux : un cas sujet (hérité du nominatif latin) et un cas « régime » (pour toutes les autres fonctions grammaticales, hérité de l'accusatif latin) mais ayant le plus souvent perdu la consonne de la désinence. Cela permettait une plus grande liberté syntaxique. La majorité des mots en français moderne sont issus des termes d'ancien français au cas régime car celui-ci était plus utilisé que le cas sujet. Parfois on obtient des doublons : deux mots issus du même terme au cas sujet ou au cas complément (gars et garçon, copain et compagnon, sire et seigneur, etc.). Pour les exemples montrés dans cet article, les termes latins donnés sont les étymons exacts (donc souvent à l'accusatif). De plus la consonne finale de la désinence (s ou m) n'est le plus souvent pas indiquée (car amuïe dès le bas latin) : somnium → somniu, arcam → arca.
Le français est aussi une langue par élaboration. Sont exclus de cet article les mots français élaborés puisqu'ils ne résultent pas d'une évolution.
Le projet universitaire allemand Dérom traite l'étymologie du français comme un sous-ensemble de l'étymologie romane. Elle-même, non plus fondée sur les données du latin écrit mais, en remplacement, sur une méthode comparative. Ainsi, Dérom substitue à l'idée d'une évolution étymologique du latin vers le français celle d'une évolution du proto-roman vers les langues et dialectes romans, dont le français.
Pour Louis Petit de Julleville, le français n’est autre chose que le latin parlé dans Paris et la contrée qui l’avoisine, dont les générations qui se sont succédé depuis tant de siècles ont transformé peu à peu la prononciation, le vocabulaire, la grammaire, quelquefois profondément et même totalement, mais toujours par une progression graduelle et régulière, suivant des instincts propres, ou sous des influences extérieures, dont la science étudie l’effet et détermine les lois.

### Règles de base
Les quatre principaux phénomènes entrant dans l'évolution du latin vers le français sont la palatalisation, la diphtongaison, la nasalisation et l'amuïssement.
- La palatalisation désigne la migration du point d'articulation d'une consonne vers le palais à proximité d'un phonème palatal (voyelle i, e, a ou [j]).
- Une diphtongue désigne une association de deux voyelles ou d'une voyelle et d'une semi-consonne se prononçant ensemble comme [jɛ̃] dans bien, [wa] dans bois ou [eɪ] dans make en anglais. Cette diphtongue peut s'être formée à partir de deux phonèmes (par exemple : [e.i] → [ej]) dont un [j] souvent dû à une palatalisation ou d'une voyelle longue qui s'est elle-même diphtonguée (par exemple : [e:] → [ej]). L'ancien français comportait aussi quelques triphtongues (association de trois voyelles) comme dans beau prononcé [be(a)(u)]. En français, la majorité des diphtongues et triphtongues sont devenues des monophtongues (une seule voyelle) comme avec eux ([e(u)s] → [ø]) ou beau ([be(a)(u)] → [bo]).
- La nasalisation désigne la mutation d'une voyelle orale en voyelle nasale devant une consonne nasale (n ou m). Ensuite la consonne nasale s'est amuïe. Par exemple, bonus devient [bon] → [bɔ̃n] → [bɔ̃]. Les détails de la nasalisation sont expliqués dans le paragraphe correspondant.
- L'amuïssement est le fait qu'un phonème (consonne ou voyelle) devienne muet. C'est le cas des voyelles atones et finales devenant un e muet mais aussi de la majorité des consonnes occlusives intervocaliques (entre deux voyelles) et des consonnes finales. Ainsi les mots latins ont perdu leur désinence souvent remplacée par un e muet :
  - sonus → le son
  - murus → le mur
  - templum → le temple
  - museum → le musée
  - stadium → le stade

Quelques mots latins ont perdu leur première syllabe :
- avunculus → l'oncle
- papaver → le pavot

Le pluriel des mots en s est dû à la désinence -os, -as ou -es de l'accusatif masculin et féminin des 3 premières déclinaisons latines (l'accusatif étant souvent l'étymon des mots français).
- libros (désinence -os) → libres
- rosas (désinence -as) → roses
- fratres (désinence -es) → frères

### Modifications du moyen français
La graphie du français n'a été réellement fixée qu'entre les XIVe et XVIe siècles (français moyen). Cette époque, la Renaissance, est marquée par une plus grande importance donnée à l'Antiquité. C'est donc à cette époque que commencent à apparaître de nombreux emprunts au latin. La graphie des mots est modifiée en tenant compte de leur étymon latin, alors que les autres langues romanes (espagnol, italien, etc.) préfèrent simplifier leur orthographe :
- doit → doigt (étymon : digitus)
- il est [ɛ] (étymon : est ; alors qu'en italien le même mot se prononce pareil mais s'écrit è)

Parfois cet ajout est erroné ou bien la lettre ajoutée peut être inutile :
- vois → voix (étymon vox alors que son réel étymon est l'accusatif de ce mot, vōcem qui a évolué en [vojt͡s])
- pois → poids (étymon pondus (poids) alors que son réel étymon est pensum ("ce qui pèse"))
- pais → pays (y inutile)

Pour le mot uile signifiant à la fois huile et ville, un h a été ajouté pour éviter la confusion.
Aussi les mots de la troisième déclinaison ayant un radical spécifique au nominatif en -us se sont vus rajoutés d'un s muet :
- tempus → temps
- corpus → corps

## Évolution des consonnes
L'évolution des consonnes dépend de leur place dans le mot et des lettres précédentes et suivantes.
Le latin comporte 18 consonnes : B, C, D, F, G, H, K, L, M, N, P, Q, R, S, T, X, Z. Le h est devenu muet à l'époque classique (Ier siècle). Le c et le g se prononçaient respectivement [k] et [g]. Les  j et v n'étaient pas différenciés des i et u dans l'alphabet latin classique. Le I (i) et le V (u) pouvaient être prononcés comme une voyelle ([i] ou [u]) ou bien comme la semi-consonne correspondante ([j] ou [w]). La distinction fut faite vers le XIIe siècle par les moines entre le i prononcé [i] et le j prononcé [j] et puis le u prononcé [u] et le v prononcé [w]. En gallo-roman puis en ancien français, le [j] est devenu [ʒ] ou bien s'est combiné avec la voyelle précédente pour former une diphtongue. De plus, le v [w] s'est complètement labialisé en [β] puis s'est dentalisé en [v]. Le w est un emprunt à l'allemand et n'est d'ailleurs présent que dans les mots d'emprunts germaniques ou anglo-saxons (wagon, week-end).

### Consonnes initiales et finales
Les consonnes initiales n'ont pas subi de modifications sauf dans le cadre de la palatalisation (voir dans le paragraphe correspondant) :
- duru → dur
- barba → barbe

Les consonnes finales se sont amuïes dès le gallo-roman voire le latin (notamment pour le m) :
- amat → il aime
- asinum→ asinu → âne
- jam → ja → déjà

### Dans un groupe consonantique
En règle générale, dans un groupe consonantique (au moins deux consonnes consécutives), la première consonne disparaît alors que le(s) suivante(s) se maintient : 
- rupta → route
- adpressum → après

C'est pourquoi les s suivis en latin d'un p, t ou c ont disparu en français et ont parfois engendré un accent circonflexe sur la voyelle précédente (à l'origine pour signaler une voyelle longue mais celles-ci sont devenues brèves en français moderne) :
- status → estate → état
- ess(ĕ)re → estre → être
- schola → escole → école
- studium → estude → étude
- arista → arête
- tostum → tôt
- pasta → pâte
- as(i)num → asne → âne
- cognoscĕre → conoistre → connaître
- festa → fête

Si la seconde consonne est un r ou un l, le groupe évolue ainsi :
- p ou b + r → vr :
  - labra → lèvre
  - lép(o)re → lièvre
- p ou b + l → bl :
  - tăb(ŭ)la → table
  - duplum → double

Parfois, une nouvelle consonne est ajoutée :
- mr → mbr :  cam(ĕ)ra → chambre
- sr → str :  ess(ĕ)re → estre → être
- nr → ndr :  cin(ĕ)re → cendre
- ml → mbl :  sim(ŭ)lat → il semble

Le l suivi d'une autre consonne se vélarise (devenant un l vélaire [ʟ]) et se vocalise vers le XIe siècle en [u] puis se combine avec la voyelle précédente pour former une diphtongue (ou [u] ou au [o]).

### Consonnes intervocaliques
Les consonnes intervocaliques (entre deux voyelles) l, m, n et r ne subissent aucun changement.
Les occlusives t, d, p, b, c, g dans la majorité des cas s'amuïssent. Elles évoluent de la manière suivante : 
| Latin classique | Bas latin (Ier - Ve) | Gallo-roman (VIe - IXe) | Ancien français (Xe - XIIIe) | exemple        |
| --------------- | -------------------- | ----------------------- | ---------------------------- | -------------- |
| t               |                      | [d] → [ð]               | disparaît                    | mutare → muer  |
| d               |                      | [ð]                     | disparaît                    | nuda → nue     |
| p               |                      | [b] → [β]               | v [v]                        | ripa → rive    |
| b + e, i        |                      | [β] → [v]               | v [v]                        | habere → avoir |
| b + o, u        | [β]                  | disparaît               |                              | tabone → taon  |
| c + o, u        | [g]                  | [ɣ] → disparaît         |                              | lucore → lueur |
| o, u + c + a    | [g]                  | [ɣ] → disparaît         |                              | jocare → jouer |
| g + o, u        |                      | [ɣ] → disparaît         |                              | augustu → août |
| o, u + g + a    |                      | [ɣ] → disparaît         |                              | ruga → rue     |

N.B.: les lettres entre crochets transcrivent la prononciation et non l'orthographe (voir Alphabet phonétique international).
Certaines consonnes intervocaliques subissent un phénomène de palatalisation non évoqué dans ce tableau et décrit ci-dessous.

### Palatalisation
La palatalisation est très importante dans l'évolution du latin vers le français comme dans les autres langues romanes (espagnol, portugais, italien et roumain).
Tout d'abord, les c et g suivis d'une consonne dentale ou alvéolaire se sont complètement palatalisés : ils ont déplacé leur point d'articulation vers l'avant i. e. le palais. Ils se sont donc confondus avec la semi-consonne palatale [j]. Ce [j] s'est ensuite combiné avec la voyelle le précédant pour former une diphtongue. Ainsi :
- factus [faktu] → fait [fajt] → fait [fɛ]
- flagrare [flagɾaɾe] → flairier [flajrie] →  flairer [flɛʁe]

Les lettres c et g précédant une voyelle palatale (antérieure ; c'est-à-dire i, e et a) subissent l'évolution suivante :
| Latin classique   | Latin classique | Bas latin (Ier - Ve) | Gallo-roman (VIe - IXe) | Ancien français (Xe - XIIIe) | exemple | exemple     | exemple          |
| groupe de lettres | position        | Bas latin (Ier - Ve) | Gallo-roman (VIe - IXe) | Ancien français (Xe - XIIIe) | Latin   | XIIe siècle | Français         |
| ----------------- | --------------- | -------------------- | ----------------------- | ---------------------------- | ------- | ----------- | ---------------- |
| c + e, i          | initial         | [kj] → [tj] → [t͡sj]  | [t͡s]                    | c, ç [s]                     | centu   | [t͡sɛ̃nt]     | cent [sɑ̃]        |
| c + e, i          | après consonne  | [kj] → [tj] → [t͡sj]  | [t͡s]                    | c, ç [s]                     | mercede | [mɛrt͡si]    | merci [mɛʁsi]    |
| c + e, i          | intervocalique  | [kj] → [tj] → [t͡sj]  | [d͡zj] → [jd͡z]           | [jz] → diphtongue + s [z]    | placere | [plajd͡zir]  | plaisir [plɛziʁ] |
| c + a             | initial         | [kj]                 | [tj] → [t͡ʃ]             | ch [ʃ]                       | carru   | [t͡ʃar]      | char [ʃaʁ]       |
| c + a             | après consonne  | [kj]                 | [tj] → [t͡ʃ]             | ch [ʃ]                       | arca    | [art͡ʃə]     | arche [aʁʃ]      |
| c + a             | après a, e      | [g]                  | [j] → [i]               | diphtongue ai, ei [ɛ]        | baca    | [bajə]      | baie [bɛ]        |
| g + e, i          | initial         | [gj] → [dj] → [d͡zj]  | [d͡ʒ]                    | g [ʒ]                        | gente   | [d͡ʒɛ̃nt]     | gent [ʒɑ̃]        |
| g + e, i          | après consonne  | [gj] → [dj] → [d͡zj]  | [d͡ʒ]                    | g [ʒ]                        |         |             |                  |
| g + e, i          | intervocalique  | [gj] → [dj] → [jj]   | disparaît               |                              | regina  | [reinə]     | reine [ʁɛn]      |
| g + a             | initial         | [gj]                 | [dj] → [d͡ʒ]             | g ou j [ʒ]                   | gamba   | [d͡ʒɑ̃mb]     | jambe [ʒɑ̃b]      |
| g + a             | après consonne  | [gj]                 | [dj] → [d͡ʒ]             | g ou j [ʒ]                   | larga   | [lard͡ʒə]    | large [laʁʒ]     |
| g + a             | après a, e, i   | [gj]                 | [dj] → [j]              | diphtongue ai, ei [ɛ]        | plaga   | [plajə]     | plaie [plɛ]      |

Les consonnes suivies d'un [j] (à partir du Ier siècle apr. J.-C.) issu d'un e ou d'un i en hiatus évoluent ainsi :
| Latin classique                            | Bas latin (Ier - Ve) | Gallo-roman (VIe – IXe siècle) | Ancien français (Xe – XIIIe siècle)   | exemple  | exemple     | exemple           |
| Latin classique                            | Bas latin (Ier - Ve) | Gallo-roman (VIe – IXe siècle) | Ancien français (Xe – XIIIe siècle)   | Latin    | XIIe siècle | Français          |
| ------------------------------------------ | -------------------- | ------------------------------ | ------------------------------------- | -------- | ----------- | ----------------- |
| p + [j]                                    |                      | [pt͡ʃ] → [t͡ʃ]                   | ch [ʃ]                                | sapia    | [sat͡ʃə]     | qu'il sache [saʃ] |
| b + [j]                                    |                      | [d͡ʒ]                           | g ou j [ʒ]                            | tibia    | [tid͡ʒə]     | tige [tiʒ]        |
| m + [j]                                    |                      | [d͡ʒ]                           | g ou j [ʒ]                            | somniu   | [sond͡ʒə]    | songe [sɔ̃ʒ]       |
| v + [j]                                    |                      | [d͡ʒ]                           | g ou j [ʒ]                            | cavea    | [kad͡ʒə]     | cage [kaʒ]        |
| d + [j] (initial ou après consonne)        |                      | [d͡ʒ]                           | g ou j [ʒ]                            | diurnu   | [d͡ʒɔrn]     | jour [ʒuʁ]        |
| t + [j] (après consonne)                   |                      | [t͡s]                           | c, ç [s]                              | fortia   | [fort͡sə]    | force [fɔʁs]      |
| t + [j] (intervocalique)                   | [t͡sj]                | [d͡zj] → [jd͡z]                  | [jz] → diphtongue + s [z]             | ratione  | [rajd͡zɔ̃n]   | raison [rɛzɔ̃]     |
| c + [j] (après consonne ou intervocalique) |                      | [tj] → [t͡sj]                   | c [s]                                 | arcione  | [art͡sɔ̃n]    | arçon [aʁsɔ̃]      |
| g + [j] (intervocalique)                   |                      | [dj] → [jj] → [j]              | diphtongue avec la voyelle précédente | exagiu   | [esaj]      | essai [esɛ]       |
| n + [j] (intervocalique)                   |                      | gn [ɲ]                         |                                       | linea    | [liɲə]      | ligne [liɲ]       |
| n + [j] (final)                            |                      | [ɲ] → [jn]                     |                                       | balneu   | [baj̃n]      | bain [bɛ̃]         |
| l + [j]                                    |                      | [ʎ]                            | ll [j]                                | filia    | [fiʎə]      | fille [fij]       |
| r + [j]                                    |                      | [jr]                           | diphtongue avec la voyelle précédente | area     | [ajrə]      | aire [ɛʁ]         |
| s + [j]                                    |                      | [js]                           | diphtongue avec la voyelle précédente | messione | [mojsɔ̃n]    | moisson [mwasɔ̃]   |

N.B.: les lettres entre crochets transcrivent la prononciation et non l'orthographe (voir Alphabet phonétique international).

## Évolution des voyelles
L'évolution des voyelles dépend de leur accentuation, de leur quantité (longue ou brève) et des lettres précédentes et suivantes.

### Accentuationetquantité vocalique
Pour comprendre l'évolution des voyelles, il faut comprendre le fonctionnement du système accentuel et quantitatif en latin et son évolution.
Le latin est basé sur une opposition quantitative entre les voyelles longues (ā, ē, ī, ō, ū) et les voyelles brèves (ă, ĕ, ĭ, ŏ, ŭ) indépendante de l'aperture (caractère ouvert ou fermé) de celles-ci. Parfois cette différence de quantité permet de distinguer deux mots (jacēre, être étendu, et jacĕre, jeter). De plus, le latin possède un accent tonique positionné sur la pénultième syllabe (avant-dernière) ou, si cette dernière est brève, sur l'antépénultième (jacḗre et jácĕre). Cet accent joue un rôle capital dans l'évolution des voyelles. Il existe aussi un accent secondaire sur la première syllabe permettant de la distinguer et qui explique que les voyelles initiales on évolué différemment des autres.
Avec l'évolution du latin vers le roman (IIIe - Ve), l'opposition de quantité cède la place à une opposition de timbre : ĕ devient [ɛ], ŏ devient [ɔ], ē et ĭ deviennent [e], ō et ŭ deviennent [o]. Au Ve siècle, les voyelles libres (syllabe du type : consonne + voyelle ou voyelle seule) deviennent longues et les voyelles entravées (syllabe du type : consonne + voyelle + consonne ou voyelle + consonne) deviennent brèves quelle que soit leur quantité vocalique en latin ce qui explique que les voyelles libres furent assez longues à se diphtonguer.
Le français moderne ne possède pas de voyelles longues, elles sont toutes devenues brèves au début du XXe siècle tout comme les diphtongues. Cependant les voyelles longues se sont maintenues dans certaines régions et aussi en Québec. Ainsi tache se prononçait [taʃ] alors que tâche se prononçait [tɑːʃ].

### Syllabes initiales
Les voyelles dans les syllabes initiales possèdent un accent, ce qui explique qu'elles se soient maintenues et aient évolué différemment.
| Latin classique | Latin classique              | Bas latin (Ier - Ve) | Gallo-roman (VIe - IXe) | Ancien français (Xe - XIIIe) | Moyen français (XIVe - XVIe) | Français moderne (XVIIe - XXIe) | exemple       | exemple         | exemple            |
| voyelle         | position                     | Bas latin (Ier - Ve) | Gallo-roman (VIe - IXe) | Ancien français (Xe - XIIIe) | Moyen français (XIVe - XVIe) | Français moderne (XVIIe - XXIe) | Latin         | XIIe siècle     | Français moderne   |
| --------------- | ---------------------------- | -------------------- | ----------------------- | ---------------------------- | ---------------------------- | ------------------------------- | ------------- | --------------- | ------------------ |
| ā et ă          | libre                        | [a]                  |                         |                              |                              | a [a]                           | valere        | [valojr]        | valoir [valwaʁ]    |
| ā et ă          | + l + consonne               | [aʟ]                 |                         | [a(u)]                       | [o]                          | au [o]                          | falcone       | [fa(u)kɔ̃n]      | faucon [fokɔ̃]      |
| ā et ă          | libre après c ou g           | [a] → [ə]            |                         |                              |                              | e [ə]                           | caballu       | [t͡ʃəval]        | cheval [ʃəval]     |
| ā et ă          | + [j]*                       | [aj]                 | [a(i)]                  | [ɛ]                          |                              | ai [ɛ]                          | placere       | [plajd͡zir]      | plaisir [plɛziʁ]   |
| ā et ă          | en hiatus devant u           | [au] → [əu]          | [əy]                    |                              | [y]                          | u [y]                           | ma(t)uru      | [məyr]          | mûr [myʁ]          |
| ā et ă          | en hiatus avec autre voyelle | [a] + voyelle        |                         |                              | chute du [ə]                 |                                 | pa(v)ore      | [paør]          | peur [pœʁ]         |
| ĭ, ē, ĕ         | entravé                      | [e]                  |                         | [ɛ]                          |                              | e [ɛ]                           | mercede       | [mɛrt͡si]        | merci [mɛʁsi]      |
| ĭ, ē, ĕ         | entravé                      | [e]                  | virtude                 | [ɛ]                          | [vɛrty]                      | e [ɛ]                           | vertu [vɛʁty] |                 |                    |
| ĭ, ē, ĕ         | libre                        | [e] → [ə]            |                         |                              |                              | e [ə]                           | debere        | [dəvwojr]       | devoir [dəvwaʁ]    |
| ĭ, ē, ĕ         | + [j]*                       | [e(j)]               |                         | [o(j)] → [we]                | [wɛ]                         | oi [wa]                         | pectorine     | [pojtrinə]      | poitrine [pwatʁin] |
| ĭ, ē, ĕ         | + [j]*                       | [e(j)]               | licere                  | [o(j)] → [we]                | [wɛ]                         | oi [wa]                         | [lojd͡zir]     | loisir [lwaziʁ] |                    |
| ĭ, ē, ĕ         | en hiatus                    | [e] → [ə]            |                         |                              | chute du [ə]                 |                                 | vi(d)ere      | [vəojr]         | voir [vwaʁ]        |
| ō et ŏ          | libre                        |                      |                         | [u]                          |                              | ou [u]                          | corona        | [kurɔ̃nə]        | couronne [kuʁɔn]   |
| ō et ŏ          | + [j]*                       | [o(j)]               |                         | [we]                         | [wɛ]                         | oi [wa]                         | potione       | [pojd͡zɔ̃n]       | poison [pwazɔ̃]     |
| ī               | toutes                       | [i]                  |                         |                              |                              | i [i]                           | filare        | [filer]         | filer [file]       |
| ū               | toutes                       | [u]                  | [y]                     |                              |                              | u [y]                           | durare        | [dyrer]         | durer [dyʁe]       |

N.B.: les lettres entre crochets transcrivent la prononciation et non l'orthographe (voir Alphabet phonétique international).
 *Souvent, le [j] est apparu après la palatalisation d'une consonne occlusive (voir dans la partie correspondante les détails de ce phénomène).
Les lettres indiquées entre parenthèses dans les exemples en latin désignent des consonnes amenées à disparaître.
Les mots commençant par sp, sc et st sont précédés d'un e prononcé [e] ou [ɛ] en français tout comme en Espagnol :
- spatium → espace
- species → espèce
- spiritus → esprit
- scala → escalier
- sperare → espérer
- stella → étoile

### Voyelles accentuées
Les voyelles accentuées ont évolué ainsi :
| Latin classique | Latin classique    | Bas latin (Ier - Ve) | Gallo-roman (VIe - IXe)            | Ancien français (Xe - XIIIe)      | Moyen français (XIVe - XVIe)                   | Français moderne (XVIIe - XXIe)   | exemple   | exemple     | exemple          |
| voyelle         | position           | Bas latin (Ier - Ve) | Gallo-roman (VIe - IXe)            | Ancien français (Xe - XIIIe)      | Moyen français (XIVe - XVIe)                   | Français moderne (XVIIe - XXIe)   | Latin     | XIIe siècle | Français moderne |
| --------------- | ------------------ | -------------------- | ---------------------------------- | --------------------------------- | ---------------------------------------------- | --------------------------------- | --------- | ----------- | ---------------- |
| ā et ă          | entravé            | [a]                  |                                    |                                   |                                                | a [a]                             | parte     | [part]      | part [paʁ]       |
| ā et ă          | libre après c ou g | [a]                  | [e] → [je]                         |                                   |                                                | e [ɛ]                             | caru      | [t͡ʃjer]     | cher [ʃɛʁ]       |
| ā et ă          | libre (autres cas) | [a]                  | [ae] → [e]                         |                                   |                                                | é [e]                             | gratu     | [gre]       | gré [gʁe]        |
| ā et ă          | libre (autres cas) | [a]                  | [ae] → [e]                         | e + r prononcé, [ɛ]               | mare                                           | [mer]                             | mer [mɛʁ] |             |                  |
| ā et ă          | + l + consonne     | [aʟ]                 |                                    | [a(u)]                            |                                                | au [o]                            | alba      | [a(u)bə]    | aube [ob]        |
| ā et ă          | + [j]*             | [aj]                 | [a(i)]                             | [ɛ(i)]                            |                                                | ai [ɛ]                            | maju      | [ma(i)]     | mai [mɛ]         |
| ā et ă          | + n, m + voyelle   | [an] / [am]          | [aen] → [a(i)n] ou [aɛm] → [a(i)m] | [a(ĩ)]+n/m → [ɛ̃(ĩ)]+n/m → [ɛ̃]+n/m |                                                | + consonne ou rien = ain/aim, [ɛ̃] | manu      | [mɛ̃(ĩ)n]    | main [mɛ̃]        |
| ā et ă          | + n, m + voyelle   | [an] / [am]          | [aen] → [a(i)n] ou [aɛm] → [a(i)m] | [a(ĩ)]+n/m → [ɛ̃(ĩ)]+n/m → [ɛ̃]+n/m | + voyelle ou voyelle muette = ain/aim, [ɛ]+n/m | vana                              | [vɛ̃(ĩ)n]  | vaine [vɛn] |                  |
| ā et ă          | + n, m + consonne  | [an] / [am]          |                                    | [ɑ̃n] / [ɑ̃m]                       | [ɑ̃(n)] / [ɑ̃(m)]                                | an/am [ɑ̃]                         | annu      | [ɑ̃n']       | an [ɑ̃]           |
| ā et ă          | + [nj]             | [anj]                | [a(i)n]                            | [a(ĩ)n] → [ɛ̃(ĩ)n] → [ɛ̃n]          |                                                | ain [ɛ̃]                           | ba(l)neu  | [bɛ̃(ĩ)n]    | bain [bɛ̃]        |

| Latin classique | Latin classique   | Bas latin (Ier - Ve) | Gallo-roman (VIe - IXe) | Ancien français (Xe - XIIIe) | Moyen français (XIVe - XVIe)                    | Français moderne (XVIIe - XXIe)    | exemple   | exemple             | exemple          |
| voyelle         | position          | Bas latin (Ier - Ve) | Gallo-roman (VIe - IXe) | Ancien français (Xe - XIIIe) | Moyen français (XIVe - XVIe)                    | Français moderne (XVIIe - XXIe)    | Latin     | XIIe siècle         | Français moderne |
| --------------- | ----------------- | -------------------- | ----------------------- | ---------------------------- | ----------------------------------------------- | ---------------------------------- | --------- | ------------------- | ---------------- |
| ĕ               | entravé           | [ɛ]                  |                         |                              |                                                 | e [ɛ]                              | perdere   | [pɛrdrə]            | perdre [pɛʁdʁ]   |
| ĕ               | libre             | [ɛ:]                 | [ie]                    |                              | [je]                                            | ie [je]                            | pede      | [pie]               | pied [pje]       |
| ĕ               | + l + consonne    | [ɛ:ʟ]                |                         | [ɛ(u)] → [ɛ(a)(u)]           | [œo] → [o]                                      | eau [o]                            | bellus    | [be(a)(u)s]         | beau [bo]        |
| ĕ               | + [j]*            | [ɛj]                 | [ie(i)] → [i]           |                              |                                                 | i [i]                              | lectu     | [lit]               | lit [li]         |
| ĕ               | + n, m + voyelle  | [ɛn] / [ɛm]          | [ie] +n/m               | [ɛ̃(ĩ)]+n/m → [ɛ̃]+n/m         |                                                 | + consonne ou rien = ien/iem, [jɛ̃] | bene      | [biɛ̃n]              | bien [bjɛ̃]       |
| ĕ               | + n, m + voyelle  | [ɛn] / [ɛm]          | [ie] +n/m               | [ɛ̃(ĩ)]+n/m → [ɛ̃]+n/m         | + voyelle ou voyelle muette = ien/iem, [jɛ]+n/m | tenunt                             | [tiɛ̃nənt] | ils tiennent [tjɛn] |                  |
| ĕ               | + n, m + consonne | [ɛn] / [ɛm]          |                         | [ɛ̃n] / [ɛ̃m] → [ɑ̃n] / [ɑ̃m]    | [ɑ̃(n)] / [ɑ̃(m)]                                 | en/em [ɑ̃]                          | pendere   | [pɑ̃ndrə]            | pendre [pɑ̃dʁ]    |
| ĕ               | + [nj]            | [ɛnj]                | [ien] → [iein] → [in]   | [ĩn] → [ɛ̃n]                  | [ɛ̃(n)]                                          | in [ɛ̃]                             | ingeniu   | [ɑ̃nd͡ʒin]            | engin [ɑ̃ʒɛ̃]      |

| Latin classique | Latin classique   | Bas latin (Ier - Ve) | Gallo-roman (VIe - IXe) | Ancien français (Xe - XIIIe)      | Moyen français (XIVe - XVIe) | Français moderne (XVIIe - XXIe)                 | exemple | exemple     | exemple          |
| voyelle         | position          | Bas latin (Ier - Ve) | Gallo-roman (VIe - IXe) | Ancien français (Xe - XIIIe)      | Moyen français (XIVe - XVIe) | Français moderne (XVIIe - XXIe)                 | Latin   | XIIe siècle | Français moderne |
| --------------- | ----------------- | -------------------- | ----------------------- | --------------------------------- | ---------------------------- | ----------------------------------------------- | ------- | ----------- | ---------------- |
| ē et ĭ          | entravé           | [e]                  |                         | [ɛ]                               |                              | e [ɛ]                                           | mittere | [mɛtrə]     | mettre [mɛtʁ]    |
| ē et ĭ          | libre             | [e:]                 | [e(i)]                  | [o(i)] → [oe] → [we]              | [wɛ]                         | oi [wa]                                         | mē      | [mo(i)]     | moi [mwa]        |
| ē et ĭ          | + l + consonne    | [ɛ:ʟ]                |                         | [e(u)] → [ø(u)] → [ø]             |                              | eu [ø]                                          | illos   | [ø(u)s]     | eux [ø]          |
| ē et ĭ          | + [j]*            | [ej]                 | [e(i)]                  | [o(i)] → [oe] → [we]              | [wɛ]                         | oi [wa]                                         | tectu   | [to(i)t]    | toit [lwa]       |
| ē et ĭ          | + n, m + voyelle  | [en] / [em]          | [e(i)] +n/m             | [e(ĩ)]+n/m → [ɛ̃(ĩ)]+n/m → [ɛ̃]+n/m | [ɛ̃(n/m)]                     | + consonne ou rien = ein/eim, [jɛ̃]              | plenu   | [plɛ̃(ĩ)n]   | plein [plɛ̃]      |
| ē et ĭ          | + n, m + voyelle  | [en] / [em]          | [e(i)] +n/m             | [e(ĩ)]+n/m → [ɛ̃(ĩ)]+n/m → [ɛ̃]+n/m | [ɛ̃(n/m)]                     | + voyelle ou voyelle muette = ein/eim, [jɛ]+n/m | vena    | [vɛ̃(ĩ)nə]   | veine [vɛn]      |
| ē et ĭ          | + n, m + consonne | [ɛn] / [ɛm]          |                         | [ɛ̃n] / [ɛ̃m] → [ɑ̃n] / [ɑ̃m]         | [ɑ̃(n)] / [ɑ̃(m)]              | en/em [ɑ̃]                                       | vendere | [vɑ̃ndrə]    | vendre [vɑ̃dʁ]    |
| ē et ĭ          | + [nj]            | [enj]                | [e(i)n]                 | [e(ĩ)n] → [ɛ̃(ĩ)n] → [ɛ̃n]          | [ɛ̃(n)]                       | ain [ɛ̃]                                         | fin(g)e | [fɛ̃(ĩ)n]    | je feins [fɛ̃]    |

| Latin classique | Latin classique   | Bas latin (Ier - Ve) | Gallo-roman (VIe - IXe) | Ancien français (Xe - XIIIe) | Moyen français (XIVe - XVIe) | Français moderne (XVIIe - XXIe) | exemple   | exemple     | exemple          |
| voyelle         | position          | Bas latin (Ier - Ve) | Gallo-roman (VIe - IXe) | Ancien français (Xe - XIIIe) | Moyen français (XIVe - XVIe) | Français moderne (XVIIe - XXIe) | Latin     | XIIe siècle | Français moderne |
| --------------- | ----------------- | -------------------- | ----------------------- | ---------------------------- | ---------------------------- | ------------------------------- | --------- | ----------- | ---------------- |
| ī               | entravé           | [i]                  |                         |                              |                              | i [i]                           | villa     | [vilə]      | ville [vi]       |
| ī               | libre             | [i]                  | vite                    | [viə]                        | vie [vi]                     | i [i]                           |           |             |                  |
| ī               | + n, m + voyelle  | [in] / [im]          |                         | [ɛ̃]+n/m                      | [ɛ̃(n/m)]                     | in/im, [ɛ̃]                      | fine      | [fin]       | fin [fɛ̃]         |
| ī               | + n, m + consonne | [in] / [im]          | vinti                   | [ɛ̃]+n/m                      | [ɛ̃(n/m)]                     | in/im, [ɛ̃]                      | [vint]    | vingt [vɛ̃]  |                  |
| ū               | entravé           | [u]                  | [y]                     |                              |                              | u [y]                           | nullu     | [nyl]       | nul [nyl]        |
| ū               | libre             | [u]                  | [y]                     | nudu                         | [ny]                         | u [y]                           | nu [ny]   |             |                  |
| ū               | + [j]*            | [uj]                 | [y(i)]                  | [ɥi]                         |                              | ui [ɥi]                         | fructu    | [fryit]     | fruit [fʁɥi]     |
| ū               | + n, m + consonne | [un] / [um]          | [yn] / [ym]             | [y͂]+n/m → [œ͂]+n/m            | [œ͂(n/m)]                     | un/um, [œ͂] (ou [ɛ̃])             | lunis-die | [lyndi]     | lundi [lœ͂di]     |
| ū               | + n, m final      | [un] / [um]          | [yn] / [ym]             | [y͂]+n/m → [œ͂]+n/m            | [œ͂(n/m)]                     | un/um, [œ͂] (ou [ɛ̃])             | unu       | [yn]        | un [œ͂]           |
| ū               | + [nj]            | [unj]                | [u(i)n]                 | [y(ĩ)n] → [yɛ̃n] → [ɥɛ̃n]      | [ɥɛ̃(n)]                      | uin [ɥɛ̃]                        | juniu     | [d͡ʒyɛ̃n]     | juin [ʒɥɛ̃]       |

| Latin classique | Latin classique   | Bas latin (Ier - Ve) | Gallo-roman (VIe - IXe) | Ancien français (Xe - XIIIe) | Moyen français (XIVe - XVIe) | Français moderne (XVIIe - XXIe) | exemple   | exemple     | exemple          |
| voyelle         | position          | Bas latin (Ier - Ve) | Gallo-roman (VIe - IXe) | Ancien français (Xe - XIIIe) | Moyen français (XIVe - XVIe) | Français moderne (XVIIe - XXIe) | Latin     | XIIe siècle | Français moderne |
| --------------- | ----------------- | -------------------- | ----------------------- | ---------------------------- | ---------------------------- | ------------------------------- | --------- | ----------- | ---------------- |
| ŏ               | entravé           | [ɔ]                  |                         |                              |                              | o [ɔ]                           | morte     | [mɔrt]      | mort [mɔʁ]       |
| ŏ               | libre             | [ɔ]                  | [uɔ]                    | [ue] → [uø] → ø]             |                              | eu ø]                           | mola      | [muelə]     | meule [møl]      |
| ŏ               | + l + consonne    | [ɔʟ]                 |                         | [ɔ(u)] → [u]                 |                              | ou [u]                          | follis    | [fɔ(u)s]    | fou [fu]         |
| ŏ               | + [j]*            | [ɔj]                 | [uɔj] → [y(i)]          |                              | [ɥi]                         | ui [ɥi]                         | nocte     | [ny(i)t]    | nuit [nɥi]       |
| ŏ               | + n, m + consonne | [ɔn] / [ɔm]          |                         | [ɔ̃n] / [ɔ̃m]                  | [ɔ̃(n)] / [ɔ̃(m)]              | on/om [ɔ̃]                       | comite    | [kɔ̃ntə]     | comte [kɔ̃t]      |
| ŏ               | + [nj]            | [ɔnj]                | [ɔ(i)n]                 | [ɔ(i͂)n] → [ɔɛ̃n]              | [wɛ̃(n)]                      | oin [wɛ̃]                        | co(g)nitu | [kɔɛ̃ntə]    | cointe [kwɛ̃t]    |

| Latin classique | Latin classique   | Bas latin (Ier - Ve) | Gallo-roman (VIe - IXe) | Ancien français (Xe - XIIIe) | Moyen français (XIVe - XVIe) | Français moderne (XVIIe - XXIe) | exemple | exemple     | exemple          |
| voyelle         | position          | Bas latin (Ier - Ve) | Gallo-roman (VIe - IXe) | Ancien français (Xe - XIIIe) | Moyen français (XIVe - XVIe) | Français moderne (XVIIe - XXIe) | Latin   | XIIe siècle | Français moderne |
| --------------- | ----------------- | -------------------- | ----------------------- | ---------------------------- | ---------------------------- | ------------------------------- | ------- | ----------- | ---------------- |
| ō et ŭ          | entravé           | [o]                  |                         | [u]                          |                              | ou [u]                          | bucca   | [but͡ʃə]     | bouche [buʃ]     |
| ō et ŭ          | libre             | [o:]                 | [o(u)]                  | [ø]                          |                              | eu [ø]                          | votu    | [vø]        | vœu [vø]         |
| ō et ŭ          | libre             | [o:]                 | [o(u)]                  | [ø]                          | eu + r prononcé, [œ]         | pavore                          | [paør]  | peur [pœʁ]  |                  |
| ō et ŭ          | + l + consonne    | [oʟ]                 |                         | [o(u)] → [u]                 |                              | ou [u]                          | ultra   | [o(u)trə]   | outre [utʁ]      |
| ō et ŭ          | + [j]*            | [oj]                 | [o(i)]                  | [oe] → [we]                  | [wɛ]                         | oi [wa]                         | voce    | [vo(i)t͡s]   | voix [vwa]       |
| ō et ŭ          | + n, m + consonne | [on] / [om]          |                         | [ɔ̃n] / [ɔ̃m]                  | [ɔ̃(n)] / [ɔ̃(m)]              | on/om [ɔ̃]                       | umbra   | [ɔ̃mbrə]     | ombre [ɔ̃bʁ]      |
| ō et ŭ          | + n, m final      | [on] / [om]          | donu                    | [ɔ̃n] / [ɔ̃m]                  | [ɔ̃(n)] / [ɔ̃(m)]              | on/om [ɔ̃]                       | [dɔ̃n]   | don [dɔ̃]    |                  |
| ō et ŭ          | + [nj]            | [onj]                | [o(i)n]                 | [o(ĩ)n] → [oɛ̃n]              | [wɛ̃(n)]                      | oin [wɛ̃]                        | cuneu   | [koɛ̃n]      | coin [kwɛ̃]       |

N.B.: les lettres entre crochets transcrivent la prononciation et non l'orthographe (voir Alphabet phonétique international).
 *Souvent, le [j] est apparu après la palatalisation d'une consonne occlusive (voir dans la partie correspondante les détails de ce phénomène).
Les lettres indiquées entre parenthèses dans les exemples en latin désignent des consonnes amenées à disparaître.

### Voyelles atones
Les voyelles atones (non accentuées) se réduisirent à un très faible son qui s'effaça avant le IXe siècle. Mais les a finaux ou prétoniques (précédant une syllabe accentuée) sont devenus [ə] (qui ont ultérieurement eux-mêmes disparu en position finale).
- ărista → arête
- tăbŭla → table
- ornāméntum → ornement

Derrière un groupe consonantique réclamant une voyelle d'appui, une voyelle est maintenue à l'état de [ə] (mais souvent celle-ci ainsi que la consonne qui la précède ne sont pas prononcées en français oral) :
- duplum → double [dublə]
- febrem → fièvre [fjɛvʁə]
- quattuor → quatre [katʁə]

### Nasalisation
Les voyelles nasales n'existent pas en latin. En ancien français, les voyelles suivies d'une consonne nasale (n ou m) se sont nasalisées. Aux XVe et XVIe siècles, la consonne nasale s'est effacée. Cependant lorsque celle-ci était intervocalique (entre deux voyelles) elle s'est maintenue et la voyelle précédente a perdu son caractère nasal. Cela explique que certains mots masculins terminant par -on, ien ou an ait leur féminin en -onne, ienne ou ane. En effet, pour les mots finissant par -a en latin classique (la grande majorité du temps des mots féminins), le [a] s'est maintenu sous la forme d'un [ə] au contraire des mots masculins pour qui la voyelle finale s'est complètement effacée. Ainsi :
- bonus → [bon] → [bɔ̃n] → bon [bɔ̃]
- bona → [bonə] → [bɔ̃nə] → bonne [bɔn]

Les voyelles nasales en français sont donc :
- on prononcé [ɔ̃]
- in, ain, en prononcés [ɛ̃]
- un prononcé [œ̃]
- an et en prononcés [ɑ̃]

Le couple voyelle - consonne nasale est parfois faussement appelé diphtongue alors qu'une diphtongue ne contient pas de consonne.